# Юлиш, Лукаш
Лу́каш Ю́лиш (чеш. Lukáš Juliš; род. 2 декабря 1994, Хрудим, Восточночешский край) — чешский футболист, нападающий клуба «Сигма».

## Клубная карьера

### Спарта Прага II
Во взрослом футболе он дебютировал 6 августа 2011 года за «Спарту-2» во Второй лиге Чехии против «Зноймо».
За вторую команду «Спарты» он отыграл 10 матчей и забил 3 гола.
21 августа 2011 года, выйдя в стартовом составе против «ФК Варнсдорф», он сделал хет-трик.

### Спарта Прага
Первый раз в Первой лиге Чехии он сыграл 31 июля 2013 против пражской «Славии», а свой первый гол в лиге забил 22 марта 2014 в матче против остравского «Баника».

## Международная карьера
Юлиш представлял Чехию за юношеские и молодёжные  сборные разных возрастов. За молодёжную сборную сыграл семь матчей и забил один мяч.